# Mediacratie
Het begrip mediacratie of media-democratie is een uitdrukking van het idee dat democratische landen vooral geregeerd worden door diegenen die de macht hebben om via de media de publieke opinie te beïnvloeden. Vaak wordt ook met dit begrip bedoeld dat het de media zelf (als collectieve actor) zijn die de macht hebben in een land.
Het begrip is een mengeling van Grieks en Latijn en betekent regering door de media.

## Geschiedenis
Thomas Carlyle vulde de trias politica van Charles de Montesquieu in de 19e eeuw al aan met de journalistiek als vierde macht en de ambtenarij als vijfde macht.
Sinds Kevin P. Phillips in 1975 het boek Mediacracy: American parties and politics in the communications age publiceerde duikt het woord, vooral in de VS, vaak op in politieke commentaren.

## Uitwerking
Algemeen worden als ijkpunten van de ontwikkeling van mediacratie benoemd:
- het optreden in de Verenigde Staten van de mediatycoons William Randolph Hearst en zijn tegenpool Joseph Pulitzer rond de eeuwwisseling 19e/20e eeuw, verbeeld in de film Citizen Kane.
- de oprichting van een Ministerie voor Propaganda door Joseph Goebbels in nazi-Duitsland.
- het televisiedebat tussen de Amerikaanse presidentskandidaten  Richard Nixon en John F. Kennedy in 1960.
- de censuur van de oorlogsbeelden tijdens de Tweede Golfoorlog.
- de simultane wereldwijde uitzending van de beelden van terroristische aanslagen op 11 september 2001 in New York.

Als opvattingen, vanzelfsprekendheden en mogelijkheden van journalisten en programmamakers sturend of zelfs leidend worden voor het gedrag van deelnemers aan en het verloop van het publieke debat, spreekt men niettemin van medialogica. 